# Бошко Маринко
Бошко Маринко (Кољане, 11. август 1939 — Суботица, 18. јул 2020) био је југословенски и српски рвач.

## Биографија
Рођен је 11. августа 1939. године у Кољанима у Далмацији. Рвањем је почео да се бави 1956. године у Партизану (Суботица), да би касније прешао у РК Спартак.
Титулу првака државе освајао је осам пута. За репрезентацију Југославије наступао од 1962. до 1972. године. У више наврата је био капитен и РК Спартака и репрезентације Југославије. Има положен тренерски испит. Добитник је Октобарске награде Суботице, спортске награде САП Војводине „Јован Микић Спартак”, а четири пута је проглашен за најбољег спортисту Суботице. Носилац је Ордена заслуга за народ са сребрном звездом.
За пуне две деценије, колико се бавио рвањем, поред освојених првих места у Југославији, остварио и резултате који су на међународном плану вредни дивљења: у Љубљани, 1966, осваја друго место на Балкану, победник је Медитеранских игара 1971. у Измиру (Турска), 1966. у Хелсинкију (Финска) осваја друго место на првенству Европе, 1969. у Модени (Италија) постаје првак Европе, да би 1970. у Источном Берлину, такође на првенству Европе, освојио друго место. На светском шампионату у Канади, 1970. године, освојио је треће место. Два пута је учествовао на Олимпијским играма, 1968. у Мексико Ситију и 1972. у Минхену.
Једно време након престанка са активним такмичењем, ради као тренер и спортски функционер у Спартаку. На основу постигнутих резултата остварио је статус заслужног спортисте.
Преминуо је после краће болести 18. јула 2020. године у Суботици.